# 扬·范里贝克
约翰·安托尼松·“扬”·范里贝克（荷蘭語：Johan Anthoniszoon "Jan" van Riebeeck，荷蘭語發音：[ˈjɑɱ vɑn ˈribeːk], 南非語發音：[ˈjan fan ˈribiək]；1619年4月21日—1677年1月18日），簡稱贊·范里貝克（荷蘭語：Jan van Riebeeck），荷蘭殖民地管理人、開普敦發現者。

## 生平
贊·范里貝克在荷蘭屈倫博赫出生，父親是外科醫生。他成長於斯希丹，並在這裡與19歲的瑪麗亞·范里貝克於1649年3月28日結婚（1664年11月2日，年僅35歲的她死於馬六甲（現今馬來西亞的一部分））。他們育有八名子女，大多夭折。他們生於開普敦的兒子亞伯拉罕·范里貝克，後來成為了荷屬東印度群島總督。
1639年，贊·范里貝克加入了荷屬東印度公司，他身兼多職，其中包括在東印度群島巴達維亞出任助理醫師。他隨後訪問日本。他最重要的職位是越南東京荷屬東印度公司的首席交易員。然而，他利用自己的帳戶進行交易，被公司召回。
1651年，他獲委任為荷蘭剛開拓的殖民地—未來的南非的領導人。1652年4月6日，他與三艘船「德羅梅達里斯號」（Drommedaris）、「賴赫爾號」（Reijger）和「好望角號」（Goede Hoop）登陸未來的開普敦，荷屬東印度公司將此地作為荷蘭與東印度群島之間貿易路線的中轉站，他的任務就是加強此處。另外，兩艘船「鯨號」（Walvisch）和「象號」（Oliphant）其後抵達，途中有130人葬身大海。

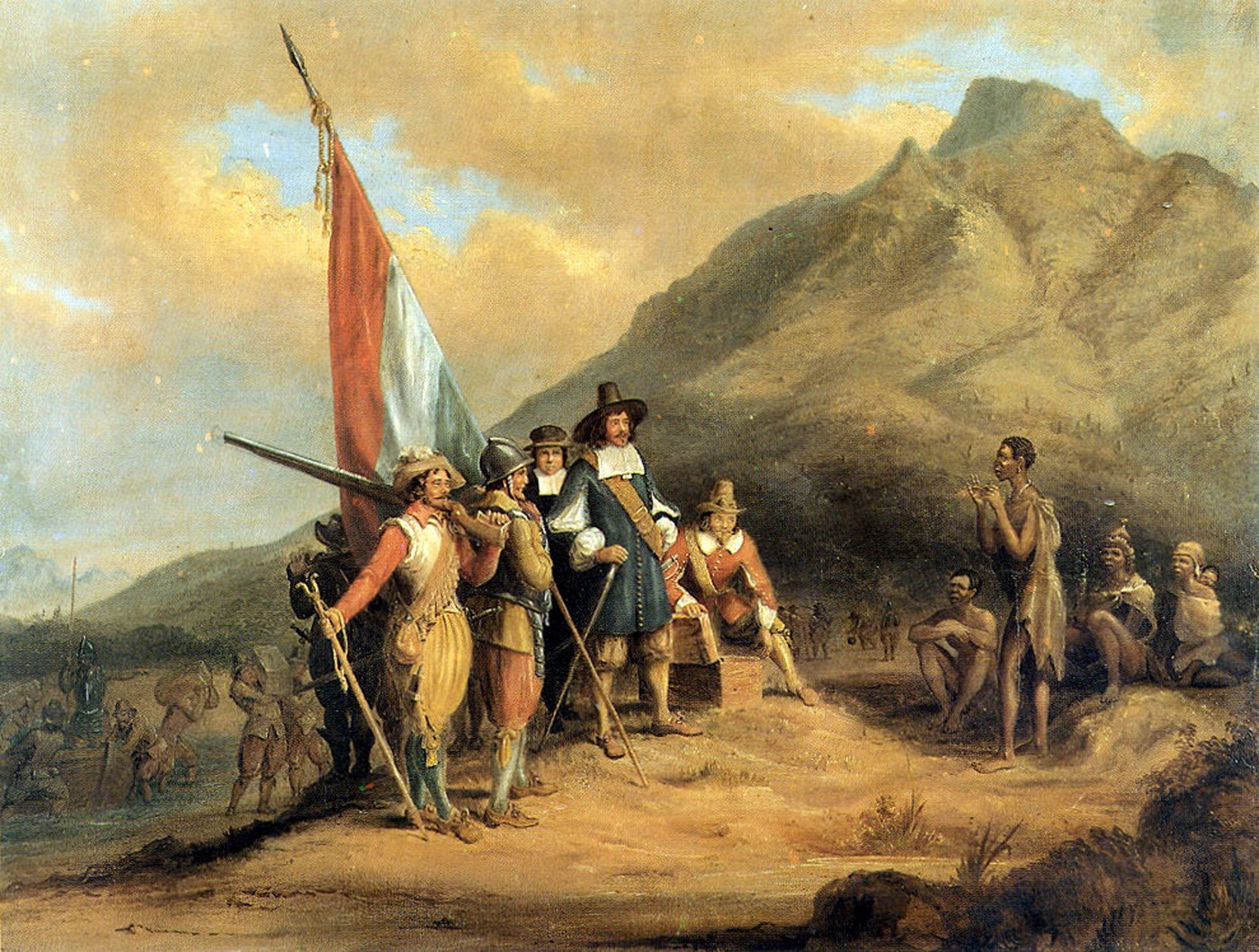
贊·范里貝克抵達開普敦，由查爾斯·戴維森·貝爾所繪畫。

1652-62年，贊·范里貝克擔任開普敦領導人。他曾負責建造一座堡壘，改善了桌灣的天然泊地，並種植水果、蔬菜，以及從科伊人手中獲得牲畜。在位於開普敦的康斯坦博西國家植物園中，由他命令種植作為障礙的野生杏樹籬依然存活著。堡壘最初以泥、黏土和木材來建成的，呈正方形和有稜堡。首座堡壘里登度列角，不應該與現今的好望堡混淆。城堡建於1666年-79年，當時贊·范里貝克已經離開開普敦數年，城堡有五座稜堡並且由磚、石和水泥所建。
贊·范里貝克報告在南非發現了第一顆彗星C/1652 Y1，它在1652年12月17日被發現。
1677年，贊·范里貝克在爪哇島巴達維亞（今雅加達）逝世。

## 身後遺產

贊·范里貝克紋章

贊·范里貝克是很多阿非利卡人心中，在南非有文化和歷史意義的象徵，被視為開國元勳。1940年代到1993年，他的肖像出現在郵票和南非蘭特，情況相當普遍。其後，南非储备银行改用以動物和植物為主的非政治設計的貨幣。
4月6日是贊·范里貝克日，其後則成為發現者日（Founder's Day），但假期在1994年民主選舉後被非洲人國民大會廢除。贊·范里貝克的肖像不再在官方貨幣或郵票上出現，但他與妻子的雕像卻仍然豎立在開普敦的阿德利街（Adderley Street）。
時至今日，許多城鎮和村莊的街道仍見以他命名。開普敦紋章也是源於贊·范里貝克家族紋章。

## 其他相關條目
- 班圖人擴張